# Ádám György (író)
Ádám György (Zsilvásárhely, 1882. június 8. – Kolozsvár, 1906. április 2.) író, filozófus.

## Életpályája
Székely család leszármazottja volt. Középiskolai és egyetemi tanulmányait Kolozsvárott végezte. Ígéretes tudományos pálya előtt állt. 24 évesen, tanárjelöltként hunyt el.

## Tanulmányai
- Nietzsche Frigyes (Kolozsvári Egyetemi Kör évkönyve, 1903–1904);
- Kant (Ellenzék, 1904. 34. szám).
- Hugo Károly élete és költészete (Kolozsvár, 1906). (posztumusz)